# Extensible Firmware Interface

Логотип UEFI

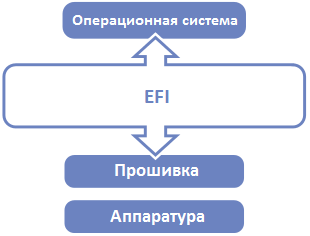
Позиция EFI в стеке программного обеспечения

Unified Extensible Firmware Interface (UEFI) (с англ. — «единый расширяемый интерфейс программного обеспечения») — интерфейс между операционной системой и микропрограммами, управляющими низкоуровневыми функциями оборудования. 
Его основное предназначение: корректно инициализировать оборудование при включении системы и передавать управление загрузчику или непосредственно ядру операционной системы. UEFI предназначен для замены BIOS — интерфейса, который традиционно используется всеми IBM PC-совместимыми персональными компьютерами. 
Изначально UEFI назывался EFI, однако впоследствии название было изменено. Первая спецификация UEFI была разработана Intel. В настоящее время разработкой UEFI занимается Unified EFI Forum.

## История
Изначально UEFI создавалась для первых систем Intel-HP Itanium в середине 1990-х годов. Ограничения PC-BIOS (16-битный исполняемый код, адресуемая память 1 Мбайт, аппаратные ограничения IBM PC/AT и т. д.) были, очевидно, недопустимы в больших серверных платформах, для использования в которых планировался Itanium.
Изначальное название — Intel Boot Initiative (Загрузочная инициатива Intel), позже было переименовано в EFI:
- спецификация EFI 1.02 была выпущена Intel 12 декабря 2000 года (версия 1.01 имела юридические проблемы, связанные с торговой маркой, и была быстро изъята);
- спецификация EFI 1.10 была выпущена 1 декабря 2002 года. Она включала модель драйвера EFI, а также несколько незначительных улучшений по сравнению с версией 1.02;
- в 2005 году Intel внесла эту спецификацию в UEFI Forum, который теперь ответственен за развитие и продвижение EFI[2]. EFI был переименован в Unified EFI (UEFI), чтобы отразить это изменение, при этом большая часть документации использует оба термина;
- UEFI Forum выпустил спецификацию 2.1 UEFI 7 января 2007 года. Она добавила и улучшила криптографию, установление подлинности сети и архитектуру пользовательского интерфейса;
- версия 2.3.1 была принята в апреле 2011 года;
- версия 2.4 была принята в июле 2013 года;
- версия 2.5 была принята в апреле 2015 года;
- версия 2.6 была принята в январе 2016 года.

## Содержание
Интерфейс, определённый спецификацией UEFI, включает таблицы данных, содержащие информацию о платформе, загрузочные и runtime-сервисы, которые доступны для загрузчика операционной системы (ОС) и самой ОС. Некоторые существующие расширения BIOS, типа ACPI и SMBIOS, также присутствуют в UEFI, поскольку не требуют 16-разрядного runtime-интерфейса.

### Сервисы
UEFI определяет «загрузочные сервисы», которые включают поддержку текстовой и графической консоли на различных устройствах, шин, блоков и файловых сервисов, а также runtime-сервисы, например: дата, время и энергонезависимая память.

### Драйверы устройств
В дополнение к стандартным, архитектурно-зависимым драйверам устройств, спецификация EFI предусматривает независимую от платформы среду драйверов, названную EFI Byte Code (EBC). От системного встраиваемого ПО (firmware) спецификацией UEFI требуется иметь интерпретатор для любых образов EBC, которые загружены или могут быть загружены в среду. В этом смысле EBC подобен Open Firmware, независимому от аппаратных средств встраиваемому ПО, используемому в компьютерах Apple Macintosh и Sun Microsystems SPARC.
Некоторые архитектурно-зависимые (non-EBC) типы драйверов UEFI могут иметь интерфейсы для использования ОС. Это позволяет ОС использовать UEFI для базовой поддержки графики и сети до загрузки драйверов, определённых в ОС.

### Менеджер загрузки
Менеджер загрузки UEFI используется для выбора и загрузки ОС, исключая потребность в специализированном механизме загрузки (загрузчик ОС является приложением UEFI).

### Поддержка дисков
В дополнение к стандартной схеме разметки дисков MBR UEFI имеет поддержку GPT, которая свободна от характерных для MBR ограничений. Спецификация UEFI не включает описания для файловых систем, однако реализации UEFI обычно поддерживают FAT32 как файловую систему.

### Оболочка UEFI
Сообщество UEFI создало открытую среду оболочки (англ. UEFI shell). Пользователь для выполнения некоторых операций может загрузить оболочку UEFI вместо того, чтобы загружать ОС. Оболочка — приложение UEFI; она может постоянно находиться в ПЗУ платформы или на устройстве, драйверы для которого находятся в ПЗУ.
Оболочка может использоваться для выполнения других приложений EFI, таких как настройка, установка ОС, диагностика, утилиты конфигурации и обновления прошивок. Она также может использоваться, чтобы проиграть CD- или DVD-носители, не загружая ОС, при условии, что приложения EFI поддерживают эти возможности. Команды оболочки EFI также позволяют копировать или перемещать файлы и каталоги в поддерживаемых файловых системах, загружать и выгружать драйверы. Также оболочкой может использоваться полный стек TCP/IP.
Оболочка EFI поддерживает сценарии в виде файлов .nsh, аналогичных пакетным файлам в DOS. При этом файл сценария с именем startup.nsh исполняется при загрузке автоматически.
Названия команд оболочки часто наследуются от интерпретаторов командной строки (COMMAND.COM или Unix shell). Оболочка EFI может рассматриваться как функциональная замена интерпретатора командной строки и текстового интерфейса BIOS.

### Расширения
Расширения EFI могут быть загружены с практически любого энергонезависимого устройства хранения данных, присоединённого к компьютеру. Например, OEM-производитель может продать систему с разделом EFI на жёстком диске, который добавил бы дополнительные функции к встраиваемому ПО EFI, размещённому в ПЗУ системной платы.

## Реализация

### Intel Platform Innovation Framework для EFI
Intel Platform Innovation Framework для EFI (рус. инновационный инструментарий Intel) — ряд спецификаций, разработанных Intel совместно с EFI. Если EFI определяет интерфейс между ОС и firmware, то инструментарий определяет структуры, используемые для создания встраиваемого ПО на более низком уровне, чем интерфейс между ОС и firmware.
В частности, инструментарий поддерживает все шаги, необходимые для инициализации компьютера после включения. Эти внутренние возможности встраиваемого ПО не определены как часть спецификации EFI, но включены в спецификацию инициализации платформы (Platform Initialization Specification), разработанную UEFI. Инструментарий был проверен на платформах: Intel XScale, Intel Itanium и IA-32.
Совместимость с ОС для платформы x86, требующей для работы интерфейса «legacy BIOS», достигается с помощью модуля поддержки совместимости (CSM). CSM включает в себя 16-битную программу (CSM16), реализуемую изготовителем BIOS, и слой, связывающий CSM16 с инструментарием.
Intel разработал эталонную реализацию для инструментария под кодовым названием «Tiano». Tiano — полная legacy-free реализация встраиваемого ПО, обеспечивающая поддержку EFI. Tiano не включает в себя 16-битную часть CSM, но обеспечивает интерфейсы, требуемые для дополнений, реализуемых производителями BIOS. Intel не предоставляет полной реализации Tiano для конечных пользователей.
Часть Tiano была выпущена в виде исходных текстов TianoCore проекта как EFI Developer Kit (EDK). Эта реализация включает в себя EFI и некоторый код инициализации аппаратных средств, но не раскрывает полностью особенностей непосредственно встраиваемого ПО. Несколько лицензий использовались для этого кода, включая BSD license и Eclipse Public License.
Продукты, основанные на EFI, UEFI и спецификациях инструментария, доступны через независимых производителей BIOS, например, American Megatrends (AMI) и Insyde Software. Некоторые реализации производителей полностью основаны на Tiano, в то время как другие соответствуют спецификациям, но не основываются на эталонной реализации Intel.

### Платформы, использующие EFI или инструментарий
Выпущенные в 2000 году Intel системы на платформе Itanium поддерживали EFI 1.02. Выпущенные в 2002 году Hewlett-Packard системы на платформе Itanium 2 поддерживали EFI 1.10; они могли загружать Windows, Linux, FreeBSD и HP-UX. Все системы Itanium или Itanium 2, которые выпускаются с EFI-совместимым встраиваемым ПО, должны соответствовать спецификации DIG64.
В ноябре 2003 года Gateway представила Gateway 610 Media Center — первую x86 компьютерную систему на основе Windows, использующую встраиваемое ПО, основанное на инструментарии InsydeH2O от Insyde Software. Поддержка BIOS была реализована с помощью модуля поддержки совместимости (CSM) для загрузки Windows.
В январе 2006 года Apple Inc. представила первые компьютеры Macintosh на платформе Intel. Эти системы используют EFI и инструментарий вместо Open Firmware, который использовался на предыдущих системах платформы PowerPC.
5 апреля 2006 года Apple выпустила пакет Boot Camp, который позволяет создать диск с драйверами Windows XP, а также содержит неразрушающий инструмент разметки дисков, позволяющий установить Windows XP совместно с Mac OS X. Также было выпущено обновление встраиваемого ПО, которое добавило поддержку BIOS для данной реализации EFI. Последующие модели Macintosh были выпущены с обновлённым встраиваемым ПО. Теперь все современные компьютеры Macintosh могут загружать BIOS-совместимые ОС, такие как Windows XP, Vista и Windows 7.
Большое количество системных плат фирмы Intel выпускается со встраиваемым ПО на основе инструментария[уточнить]. Так, в течение 2005 года было выпущено более одного миллиона систем Intel. Новые мобильные телефоны, настольные компьютеры и серверы, использующие инструментарий, начали производить в 2006 году. Например, все системные платы, которые построены на наборе системной логики Intel 945, используют инструментарий. Однако, производимое встраиваемое ПО обычно не включает поддержку EFI и ограничено поддержкой BIOS.
С 2005 года EFI начал применяться в архитектурах, несовместимых с PC, таких как встраиваемые системы на ядре XScale.
EDK включает цель NT32, которая позволяет встраиваемому ПО EFI и приложениям EFI выполняться в приложениях Windows.
В 2007 году компания Hewlett-Packard выпустила многофункциональный принтер серии 8000, оснащённый встраиваемым ПО, совместимым с EFI.

### Как происходит загрузка в UEFI
В дисковой разметке GPT системный раздел EFI (англ. ESP) помечается GUID C12A7328-F81F-11D2-BA4B-00A0C93EC93B, а в MBR типом раздела 0xEF. Раздел отформатирован в FAT32 и содержит файлы с именами вида \efi\[имя ОС]\boot[название архитектуры].efi (например:  \EFI\MICROSOFT\BOOT\bootx64.efi.). Загрузчик EFI BIOS загружает и запускает такой файл, соответствующий архитектуре компьютерной системы.
Например, чтобы создать загрузочную флешку с Windows, достаточно просто разметить флешку в MBR, создать на ней активный раздел с файловой системой FAT32 и идентификатором раздела 0xEF, затем скопировать все файлы с компакт-диска с дистрибутивом операционной системы.
Пример создания GPT-диска в операционной системе GNU/Linux:
- С помощью gdisk или fdisk создать раздел GPT или MBR соответственно, указав тип EFI System — EF00 в gdisk или 0xEF в fdisk (EF00 в gdisk является мнемоникой для соответствующего GUID). Затем надо отформатировать раздел в файловую систему FAT32 командой mkfs.fat -F32 /dev/<раздел диска>;
- GNU Parted: создать раздел FAT32 и затем установить (активировать) загрузочный флаг (но не флаг legacy_boot) на этот раздел.

Также в большинстве реализаций UEFI возможна загрузка в режиме совместимости диска с разметкой MBR.
Apple не использует ESP для загрузки, bootstrap передаёт управление по адресу, записанному в NVRAM (BootRom): /System/Library/CoreServices/boot.efi с помощью утилиты bless [ пользователь может изменить это значение посредством этой же утилиты ], с её помощью можно так же посмотреть текущее загрузочное устройство и параметры загрузки:
bless --info --getBoot --verbose

### Операционные системы
- Ядро Linux могло использовать UEFI при загрузке с начала 2000 года, используя загрузчик EFI elilo или появившиеся позднее EFI-версии загрузчика grub[12]. Начиная с версии 3.3 ядро Linux может быть загружено напрямую, без использования загрузчика[13];
- ОС HP-UX начали использовать UEFI как загрузочный механизм в системах на платформе IA-64 с 2002 года. ОС OpenVMS использовала его начиная с января 2005 года;
- Apple приняла EFI для линейки своих компьютеров, основанных на архитектуре Intel (Intel-based Macs). Mac OS X 10.4 (Tiger) для Intel и Mac OS X 10.5 (Leopard) поддерживают EFI v1.10 в 32-разрядном режиме, а также на 64-разрядных центральных процессорах (новые Macintosh имеют 64-разрядный EFI)[14].

#### Microsoft Windows
Itanium версии Windows 2000 (Advanced Server Limited Edition и Datacenter Server Limited Edition) получили поддержку EFI 1.1 в 2002 году.
Windows Server 2003 для IA-64, 64-разрядная версия Windows XP и Windows 2000 Advanced Server Limited Edition, предназначенные для семейства процессоров Intel Itanium, поддерживают EFI, определённый для данной платформы спецификацией DIG64.
Microsoft ввела поддержку UEFI в 64-разрядных ОС Windows начиная с Windows Server 2008 и Windows Vista Service Pack 1. Microsoft утверждает, что отсутствие официальной поддержки EFI на 32-разрядных ЦП происходит из-за недостаточной поддержки изготовителями ПК и поставщиками. Миграция Microsoft к 64-разрядным ОС не позволяет использовать EFI 1.10, так как 64-разрядные расширения процессора, необходимые этим ОС, не поддерживаются окружением процессора. Поддержка x86-64 была включена в UEFI 2.0.
Microsoft выпустила видео с Эндрю Рицом (англ. Andrew Ritz) и Джейми Шварцем (англ. Jamie Schwarz), разъясняющим реализацию поддержки UEFI в Windows Vista и Windows Server 2008.

## Графические возможности
UEFI поддерживает графические меню и некоторые возможности, например, осуществленные Aptio или Great Wall UEFI. Также, поддерживает работу с устройствами ввода (Мышь, клавиатура).
Также, UEFI не поддерживает VGA и VBE, но у него есть своя альтернатива GOP. Текстовые режимы BIOS также отключены в UEFI.

## Критика
UEFI критиковался за то, что он привёл к усложнению системы, не давая существенных преимуществ, и за отказ от альтернативных загрузчиков с полностью открытыми исходными текстами — OpenBIOS и coreboot.
В 2011 году пользователи и разработчики операционных систем на ядре Linux предупреждали, что внедрение технологии Secure Boot способом, требуемым Microsoft для устройств с Windows 8, существенно ограничит свободу пользователей этих устройств в выборе операционной системы или действиях с ней.
В сентябре 2018 года одна из антивирусных компаний опубликовала доклад о LoJax — первом известном рутките для системы UEFI, замеченном в реальном употреблении. Инженерами компании был обнаружен случай успешного поражения подсистемы SPI и сохранения руткита во флэш-накопителе этой подсистемы. Благодаря этому вредоносное ПО могло оставаться в компьютере не только при полном переформатировании накопителя, но и при замене самого накопителя. Единственный шанс избавиться от такого руткита — перезапись флэш-памяти встроенного ПО системы UEFI (для этой процедуры требуются дорогостоящее оборудование и высококвалифицированный специалист), или же полная замена материнской платы.